# Церква Святого Володимира (Кропивницький)
Церква Святого Володимира (Свято-Володимирська церква) — храм ПЦУ у місті Кропивницький, міська культова та історико-архітектурна пам'ятка.

## Загальна інформація
Церква Святого Володимира у Кропивницькому розташована в центральній частині міста, але водночас у затишній місцині за адресою: вул. Арсенія Тарковського, буд. 73/5, Кропивницький—25006, Україна.
Час богослужінь: неділя, свята — 9.00; субота, навечір'я свят — 17.00.
Настоятель — прот. Йосиф Дрекало.
Тривалий час церква перебувала у напівзруйнованому стані.

## З історії храму

Вигляд храму в 1899 році.

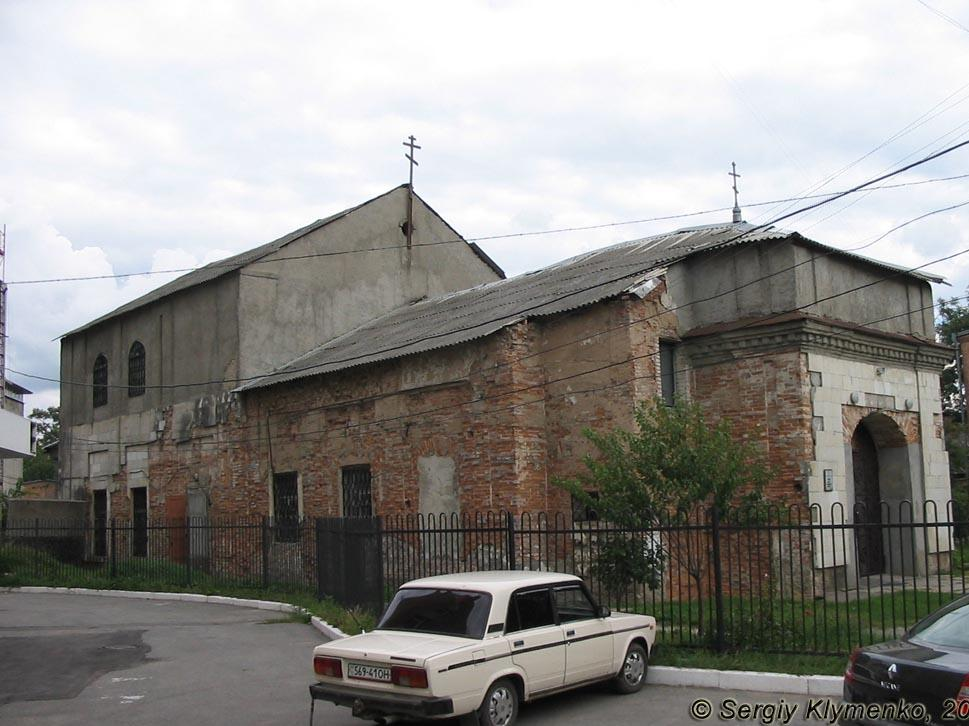
Храм у вересні 2007 р.

У 1795 році в Єлисаветграді на місці старої дерев'яної каплиці наприкінці сучасної вулиці Пашутіна, почалося будівництво нового храму, який був освячений 13 липня 1826 року в ім'я Покрови Пресвятої Богородиці. Проте відразу після освячення храм був закритий, оскільки місцеві віряни, для яких він зводився, відмовилися здійснювати у ньому єдиновірські служби.
Лише 1847 року місцеві віряни погодилися прийняти священика, але за умови вільного вибору його ними. Священика запросили здалеку — з міста Обоянь (тодішня Курська губернія), і таким чином служби розпочалися в храмі лише 1 листопада 1847 року.
У радянський період храм був закритий, а у відновленій після II Світової війни будівлі впродовж тривалого часу розміщувався клуб працівників торгівлі.
У серпні 1996 року приміщення церкви міська влада передала православній громаді.
Нині (2000-ні) у храмі діє Церква Святого Володимира (Свято-Володимирська церква) ПЦУ.
Будівля церкви, що є історико-архітектурною пам'яткою, перебувала в загрозливому напівзруйнованому стані, проте міська влада, готуючись до відзначення 250-ліття міста (2004 рік) не виділила кошти на відновлювальні роботи.

## Виноски
1. ↑  В Кіровограді «помітили» УПЦ КП [Архівовано 2012-05-13 у Wayback Machine.] // інф. за 5 листопада 2008 року від www.h.ua (інформаційний вебресурс «ХайВей») [Архівовано 2010-06-17 у Wayback Machine.]
2. ↑  Згривець Ірина Історія храмів Кіровограда на www.gorod.kr.ua (Кіровоград. Міський інформаційний сайт).
3. ↑  Авдєєв Анатолій Осередок духовної колонізації на інтернет-часопис «Сурма»